# Andouillette

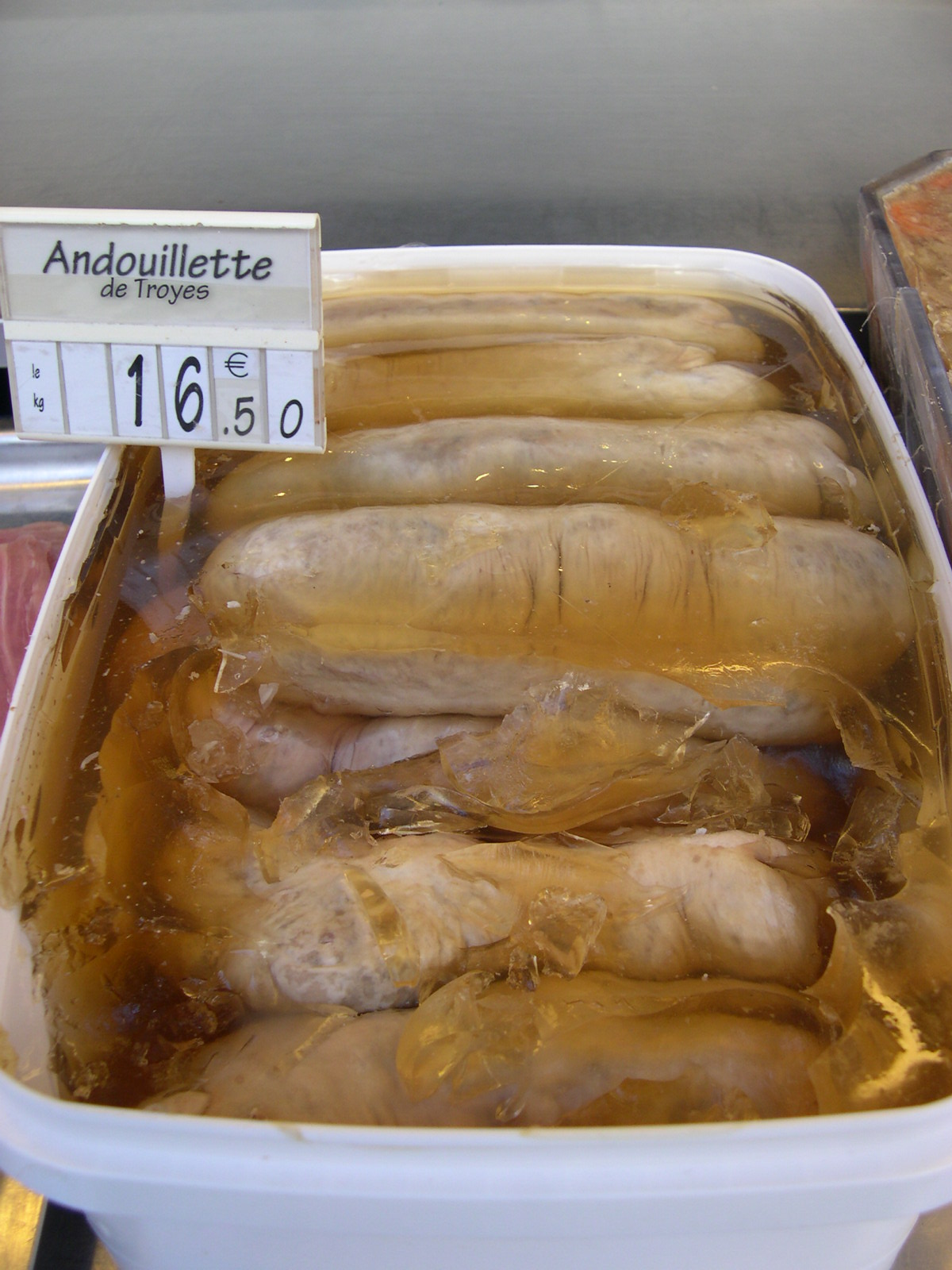
Andouillette in der Auslage

Andouillette ist eine französische Wurstsorte, die als regionale Spezialität der Region Troyes in der Champagne gilt. Sie wird jedoch traditionell auch in Lyon, Rouen, Cambrai (Département Nord), der Provence, dem Perigord sowie in Jargeau im Département Loiret hergestellt. Sie ist ein Bestandteil der französischen Kochkultur.
Die Andouillette wird aus dem Darm sowie dem Magen von Schweinen, teilweise auch von Kälbern, Kühen oder Enten hergestellt und in Naturdarm gefüllt. Sie ist der ebenfalls französischen Wurstsorte Andouille ähnlich, jedoch weniger kräftig gewürzt, so dass Geschmack und Geruch der Innereien stärker hervortreten. Außerdem enthält sie keine festen Einzelstücke. Die Wurst wird, in Scheiben geschnitten, sowohl kalt als auch warm gegessen.
Über die Qualität der Wurst wacht eine Vereinigung mit dem Namen „Association amicale des amateurs d’andouillettes authentiques“. Diese Vereinigung vergibt Qualitätsauszeichnungen mit ihrem Kürzel „AAAAA“.